# سبع قصور
سبع قصور منطقة سكنية وراء السدة الشمالية، (1) في قضاء الشعب شمال شرق بغداد عاصمة العراق، مساحتها 6.5 كيلومترات مربعة، وعدد سكانها 5322 ساكناً في سنة 2014،(2) أرضها زراعية ذات ثروة حيوانية وفيها معامل تدوير وصهر للنحاس والألمنيوم والحديد. حدودها شمالاً خان بني سعد، وشرقاً القرية ومنطقة البو عامر والأوسمة، وجنوباً حي أور، وغرباً الثعالبة،  وفيها أراضي متجاوز عليها.

## الهوامش
- «1»:أيضاً في الكرادة الشرقية غرب الجادرية في المحلة 909 منطقة صغيرة اسمها سبع قصور.[5]
- «2»:ذكر محسن مزيعل ونجلة عجيل أن مساحة سبع قصور 13.35 كيلومتراً، وأن سكانها أكثر من ثمانين الف نسمة.[3]